# To całkiem łatwe
To całkiem łatwe (fr. C’est pas sorcier – To nie magia) – francuski program edukacyjny dla dzieci i młodzieży prowadzony przez Sabine Quindou, Freda Couranta i Jamy’ego Gourmauda. W Polsce emitowany na kanale Da Vinci Learning.

## Formuła programu
Sabine Quindou i Fred Courant zwykle są „w trasie”. Odwiedzają różne miejsca związane z tematyką odcinka, przeprowadzają wywiady oraz zadają pytania, na które odpowiada im Jamy Gourmaud z mobilnego laboratorium w ciężarówce, prezentując modele, aby przedstawić odpowiedzi na pytania w obrazowy sposób.

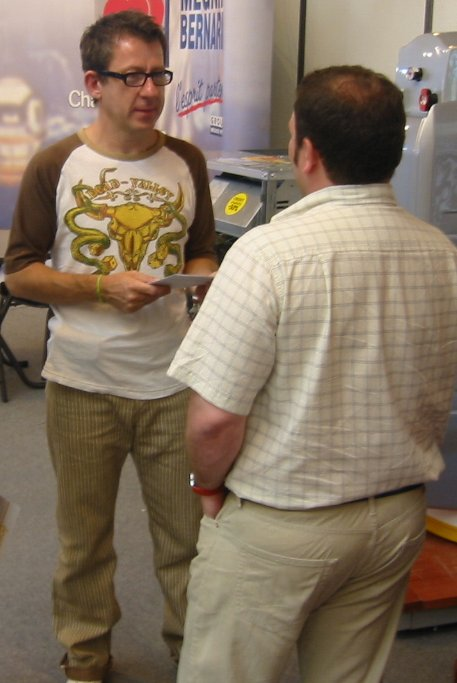
Jamy Gourmaud (2006)
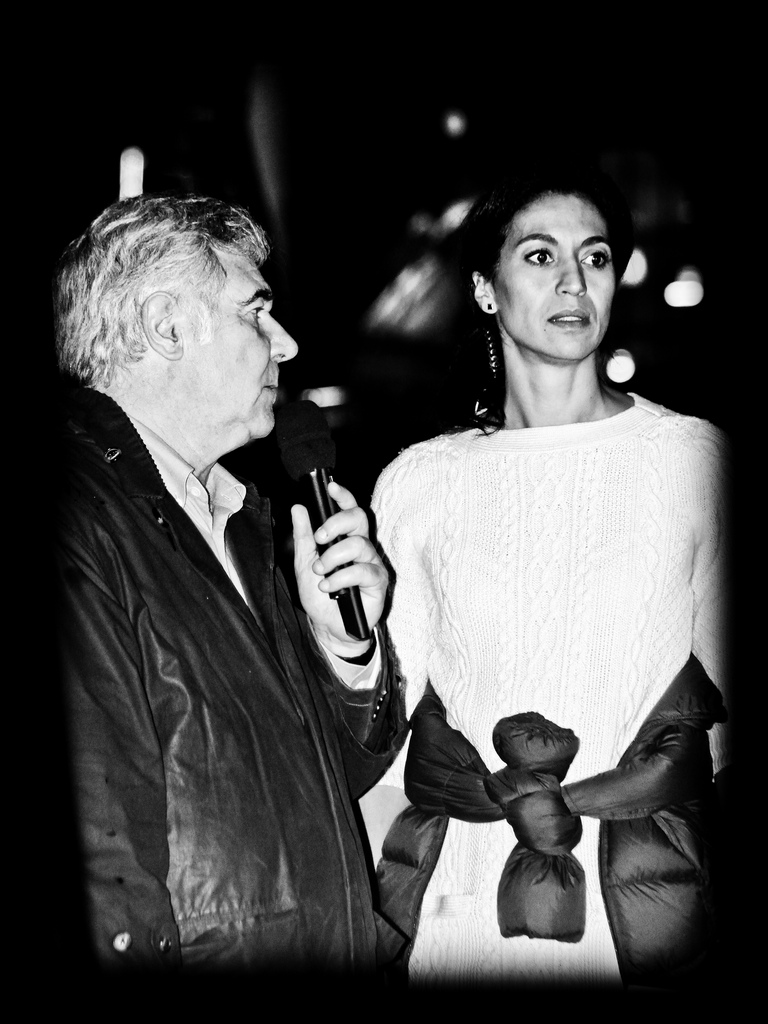
Sabine Quindou (2011)
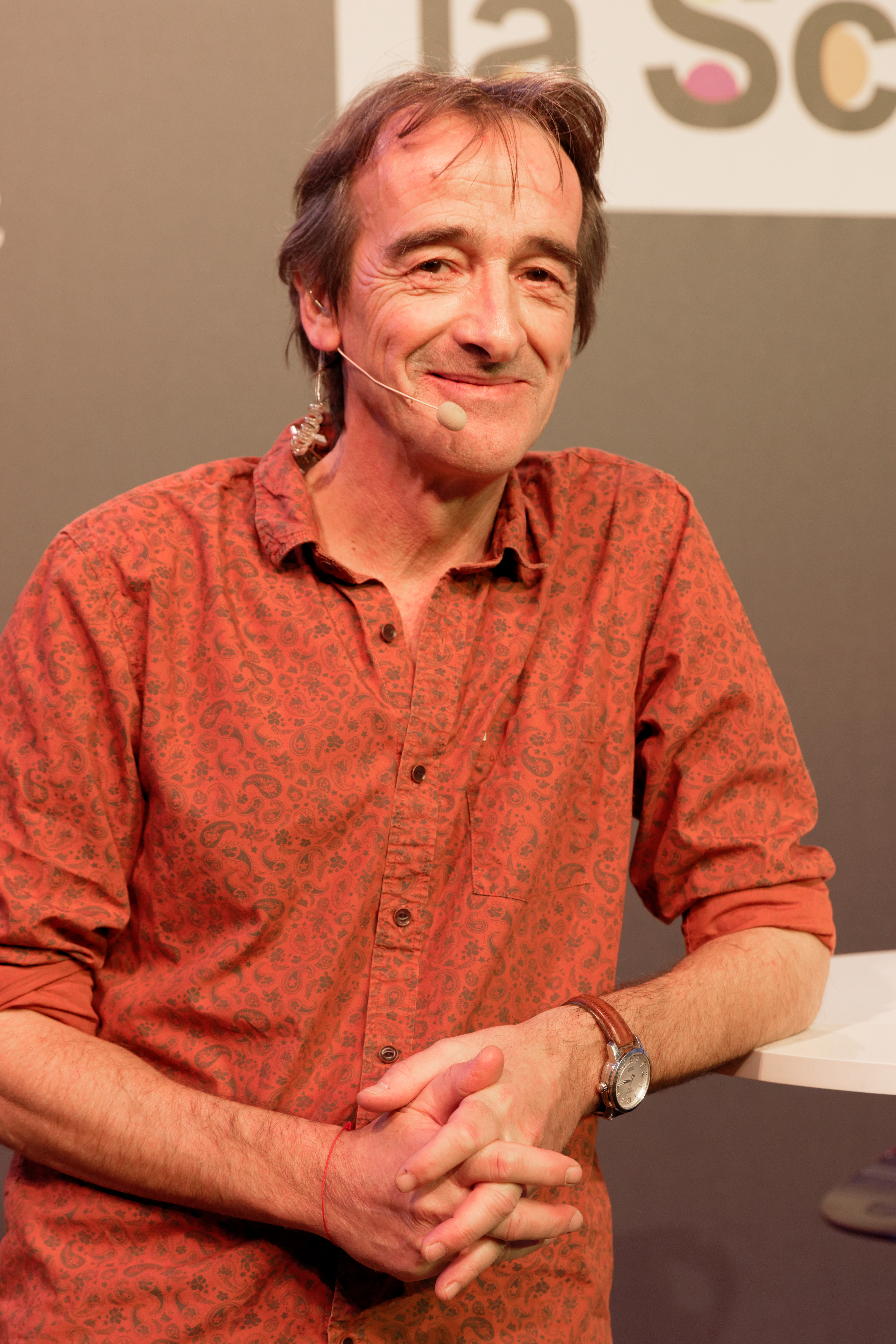
Frédéric Courant (2016)